# NGX 30 Index
El NGX 30 Index es el principal índice bursátil de la bolsa de Nigeria. Lo componen las 30 principales compañías por capitalización del país.

## Componentes
Las siguientes empresas componen este índice para 2025:
| N.º | Compañía                 | Código          | Industria                   | Capitalización (en dólares estadounidenses) |
| --- | ------------------------ | --------------- | --------------------------- | ------------------------------------------- |
| 1   | Airtel Africa            | NGX:AIRTELAFRI  | Telecomunicaciones          | 8 950 000 000                               |
| 2   | BUA Foods                | NGX:BUAFOODS    | Transformación de alimentos | 4 430 000 000                               |
| 3   | Dangote Cement           | NGX:DANGCEM     | Cemento                     | 4 300 000 000                               |
| 4   | MTN Group                | NGX:MTNN        | Telecomunicaciones          | 3 400 000 000                               |
| 5   | Geregu power             | NGX:GEREGU      | Energía                     | 1 680 000 000                               |
| 6   | BUA Cement               | NGX:BUACEMENT   | Cemento                     | 1 670 000 000                               |
| 7   | Seplat Petroleum         | NGX:SEPLAT      | Petróleo y gas              | 1 610 000 000                               |
| 8   | Transcorpor Power        | NGX:TRANSPOWER  | Energía                     | 1 450 000 000                               |
| 9   | Guaranty Trust Bank      | NGX:GTCO        | Banca                       | 1 400 000 000                               |
| 10  | Zenith Bank              | NGX:ZENITHBANK  | Banca                       | 1 160 000 000                               |
| 11  | Nigerian Breweries       | NGX:NB          | Cervecería                  | 1 090 000 000                               |
| 12  | International Breweries  | NGX:INTBREW     | Cervecería                  | 941 680 000                                 |
| 13  | Transcorpor Hotels       | NGX:TRANSCOHOT  | Hoteles                     | 927 850 000                                 |
| 14  | Lafarge Tarmac           | NGX:WAPCO       | Materiales de construcción  | 749 510 000                                 |
| 15  | Nestlé Nigeria           | NGX:NESTLE      | Transformación de alimentos | 742 560 000                                 |
| 16  | United Bank for Africa   | NGX:UBA         | Banca                       | 682 860 000                                 |
| 17  | Access Bank              | NGX:ACCESSCORP  | Banca                       | 671 940 000                                 |
| 18  | Standard Bank            | NGX:STANBIC     | Banca                       | 647 670 000                                 |
| 19  | First Bank of Nigeria    | NGX:FIRSTHOLDCO | Banca                       | 604 320 000                                 |
| 20  | Fidelity Bank Nigeria    | NGX:FIDELITYBK  | Banca                       | 551 570 000                                 |
| 21  | Presco                   | NGX:PRESCO      | Agroindustria               | 518 320 000                                 |
| 22  | Oando                    | NGX:OANDO       | Petróleo y gas              | 396 610 000                                 |
| 23  | Okomu Oil                | NGX:OKOMUOIL    | Aceite de palma             | 331 490 000                                 |
| 24  | Ecobank                  | NGX:ETI         | Banca                       | 316 440 000                                 |
| 25  | Dangote Sugar            | NGX:DANGSUGAR   | Azúcar                      | 296 550 000                                 |
| 26  | Transcorpor Electricidad | NGX:TRANSCORP   | Energía                     | 269 340 000                                 |
| 27  | First City Monument Bank | NGX:FCMB        | Banca                       | 216 950 000                                 |
| 28  | United Capital           | NGX:UCAP        | Sector financiero           | 198 790 000                                 |
| 29  | Conoil                   | NGX:CONOIL      | Petróleo                    | 135 370 000                                 |
| 30  | Julius Berger Nigeria    | NGX:JBERGER     | Construcción                | 129 110 000                                 |